# رزان کش
رُزان کش (به انگلیسی: Rosanne Cash) (زاده ۲۴ مه ۱۹۵۵)، خواننده، ترانه‌سرا و نویسنده آمریکایی است. او دختر ارشد جانی کش، خواننده مشهور کانتری از همسر اولش، ویویان لیبرتو کش دیستین است. اگرچه او اغلب به عنوان یک هنرمند کانتری معرفی می‌شود اما موسیقی او تحت ژانرهای مختلفی چون فولک، پاپ، راک، بلوز و به ویژه آمریکانا قرار می‌گیرد. در دهه ۱۹۸۰، او مجموعه‌ای از تک آهنگ‌های تلفیقی داشت که وارد جداول موسیقی کانتری و جداول پاپ شد که موفق‌ترین آن‌ها از نظر تجاری در سال ۱۹۸۱ یعنی «Seven Year Ache» بود که در صدر جدول تک‌آهنگ‌های کانتری ایالات متحده قرار گرفت و به ۳۰ آهنگ برتر جدول پاپ ایالات متحده رسید.
در سال ۱۹۹۰، کش آلبوم Interiors را منتشر کرد که نشان‌دهنده وقفه ای در گذشته پاپ کانتری وی بود. سال بعد او از همسرش جدا شد و از نشویل به نیویورک نقل مکان کرد و در آنجا به نوشتن، ضبط و اجرا ادامه داد و از آن زمان تاکنون شش آلبوم منتشر کرد، سه کتاب نوشت و به ویراستاری مجموعه ای از داستان‌های کوتاه پرداخت. داستان‌ها و مقالات او توسط مجلات گوناگونی نظیر نیویورک تایمز، رولینگ استون، آکسفورد امریکن، مجله نیویورک و مجموعه‌های دیگر به چاپ رسیده‌اند.
کش در سال ۱۹۸۵ برای قطعه «نمی‌دانم چرا مرا نمی‌خواهی» برنده جایزه گرمی شد و همچنین نامزد ۱۲ جایزه دیگر برای آن شد. یک تک آهنگ موفق کانتری، ۲۱ تک آهنگ برتر ۴۰ کانتری و دو رکورد طلایی از افتخارات دیگر اوست. کش در سال ۲۰۱۴ جایزه نبوغ آمریکایی مجله اسمیتسونیان را در بخش هنرهای نمایشی دریافت کرد. در ۸ فوریه ۲۰۱۵، کش برنده سه جایزه گرمی برای بهترین آلبوم آمریکانا برای The River & the Thread، بهترین آهنگ ریشه و اصیل آمریکایی با جان لونثال و بهترین اجرای اصیل آمریکایی برای A Feather's Not A Bird شد. در اکتبر همان سال، به تالار مشاهیر ترانه سرایان نشویل راه یافت و از او تقدیر به عمل آمد.

## اوایل زندگی
کش در سال ۱۹۵۵ در ممفیس، تنسی، در خانواده ویویان و جانی کش به دنیا آمد، هنگامیکه جانی در حال ضبط اولین آهنگ‌های خود در سان رکوردز بود. مادر کش، ویویان کش (با نام مستعار لیبرتو) نیمه ایرلندی، آفریقایی آمریکایی و آلمانی، و نیمی سیسیلی بود - پدربزرگ و مادربزرگ ایتالیایی او اهل سفالو، پالرمو بودند. کش و آنجلا باست بازیگر آمریکایی، از طریق دی‌ان‌ای مشترک یک اجداد آمریکایی آفریقایی‌تبار، باهم خویشاوند هستند.
خانواده در سال ۱۹۵۸به کالیفرنیا نقل مکان کردند، ابتدا به لس آنجلس، سپس به ونتورا، جایی که کش و خواهرانش توسط مادرشان بزرگ شدند. (ویوین و جانی در اوایل دهه ۱۹۶۰ از هم جدا شدند و در سال ۱۹۶۶ طلاق گرفتند) پس از فارغ‌التحصیلی از دبیرستان سنت بوناونچر، او به مدت دو سال و نیم به اجراهای جاده ای پدرش پیوست، ابتدا به عنوان دستیار طراح لباس، سپس به عنوان همخوان و گاهی خواننده منفرد ظاهر شد. او اولین ضبط استودیویی خود را در آلبوم جانی کش در سال ۱۹۷۴ به نام The Junkie and the Juicehead Minus Me انجام داد و در نسخه ای از کریس کریستوفرسون به نام "Broken Freedom Song" به عنوان آوازخوان اصلی ظاهر شد.
در سال ۱۹۷۶، جانی کش آهنگ Rosanne Cash "Love Has Lost Again" در آلبوم خود One Piece At A Time را ضبط کرد. اگرچه او در این آهنگ ظاهر نشد، اما این اولین کار ضبط شده حرفه ای رزان کش به عنوان آهنگساز بود. در همان سال، او قبل از بازگشت به نشویل برای تحصیل در زبان انگلیسی و نمایشنامه در دانشگاه واندربیلت، مدت کوتاهی برای شرکت کلمبیا در لندن کار کرد. او سپس به لس آنجلس نقل مکان کرد تا در مؤسسه تئاتر لی استراسبرگ در هالیوود تحصیل کند. او یک دمو در ژانویه ۱۹۷۸ به همراه ترانه‌سرا/ سایدمن امیلو هریس، رادنی کرول ضبط کرد که منجر به تولید یک آلبوم کامل با شرکت ضبط آلمانی آریولا رکوردز شد.

## حرفه موسیقی

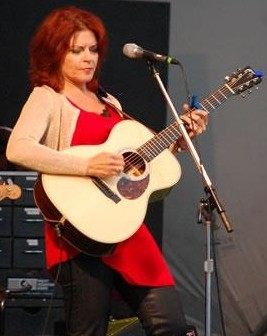
کش در جشنواره موسیقی محلی ونکوور در سال ۲۰۱۱

### ۱۹۷۸–۱۹۸۰: اولین نسخه آمریکایی
اولین آلبوم او با نام خود در سال ۱۹۷۸ ضبط شد، اما آریولا هرگز آن را در ایالات متحده منتشر نکرد و از آن زمان به یک کالای کلکسیونر تبدیل شد. این آهنگ عمدتاً در مونیخ، آلمان، با نوازندگان آلمانی ضبط و تولید شد، همچنین شامل سه قطعه ضبط شده در نشویل و تهیه‌شده توسط کرول بود. اگرچه کش از آلبوم ناراضی بود، اما توجه کلمبیا رکوردز را به خود جلب کرد و به او قرارداد ضبط پیشنهاد داد. او شروع به نواختن با گروه Crowell's The Cherry Bombs در کلوپ‌های کالیفرنیا کرد. کرول و کش در سال ۱۹۷۹ ازدواج کردند، و کش شروع به کار بر روی اولین LP خود در کلمبیا کرد.
آلبوم، درست یا غلط، در اوایل سال ۱۹۸۰ منتشر شد، و سه تک آهنگ برتر تاپ ۲۵ تولید کرد. اولین تک آهنگ، "No Memories Hangin' Around"، یک دوئت با خواننده کانتری بابی بره، در سال ۱۹۷۹ به رتبه ۱۷ در جدول تک آهنگ‌های کانتری رسید. در سال 1980 نتوانستم هیچ چیز را درست انجام دهم» و «مرا ببر، مرا ببر» دنبال شد. کش که اولین فرزندش را باردار بود، نتوانست برای حمایت از آلبوم تور برگزار کند، که با این وجود موفقیت چشمگیری بود. کش و کرول در سال ۱۹۸۱ به نشویل نقل مکان کردند.

### ۱۹۸۱–۱۹۸۹: موفقیت انتقادی و تجاری
کار کش با انتشار دومین آلبوم او به نام Seven Year Ache در سال ۱۹۸۱ شتاب قابل توجهی پیدا کرد. این آلبوم به تشویق‌های منتقدان و فروش قابل توجهی دست یافت و آهنگ در جدول کشوری بیلبورد نامبروان شد و به جایگاه ۲۲ در جدول پاپ بیلبورد رسید و به رتبه شماره ۲۲ رسید. و موفق به دریافت گواهی طلا توسط RIAA شد.
سومین آلبوم کش، جایی در ستاره‌ها (۱۹۸۲)، پس از موفقیت تجاری Seven Year Ache، ناامید کننده تلقی شد. این آلبوم همچنان به ۱۰۰ جدول برتر آلبوم‌های پاپ ایالات متحده رسید و شامل سه تک آهنگ کانتری ایالات متحده، " Ain't No Money ", "I Wonder" و "It Hasn't Happened Yet" بود. کش در این مدت با سوء مصرف مواد دست و پنجه نرم می‌کرد و در سال ۱۹۸۴ به دنبال درمان رفت.
پس از سه سال وقفه، کش چهارمین آلبوم استودیویی خود را با نام ریتم و عاشقانه (۱۹۸۵) منتشر کرد که به دلیل ادغام کانتری و پاپ تحسین منتقدان را برانگیخت. «نمی‌دانم چرا من را نمی‌خواهی» برنده جایزه گرمی در سال ۱۹۸۵ برای بهترین اجرای آواز کانتری زن شد. "Hold On" در سال ۱۹۸۷ برنده جایزه رابرت جی برتون از BMI به عنوان پر اجراترین آهنگ سال شد.
در دهه ۸۰، کش تورهای خود را به دلیل فرزندآوری و تشکیل خانواده محدود کرد (سه دختر با کرول، و همچنین دختر کرول از ازدواج اولش، هانا). او به ضبط ادامه داد و در سال ۱۹۸۷ تحسین شده‌ترین آلبوم کار خود را با نام King's Record Shop منتشر کرد. که موفق به کسب رتبه یک در چهار جدول از جمله نسخه بازخوانی پدرش از ترانه " Tennessee Flat Top Box ", " The Way We Make a Broken Heart " از جان هیئت، " اگر ذهنت را عوض کنی "، " قطار فراری " از جان استوارت، و دومین آلبوم طلایی کش شد. . در سال ۱۹۸۸ کش با کرول دونوازی ضبط کرد که " It's a Small World " (که در آلبوم Diamonds &amp; Dirt او منتشر شد) نام داشت و به رتبه اول در جدول ترانه‌های کانتری رسید. و کش به عنوان برترین هنرمند منفرد توسط بیلبورد سال انتخاب شد.
در سال ۱۹۸۹، اولین آلبوم تلفیقی او با نام Hits 1979–1989 توسط کلمبیا منتشر کرد. این آلبوم دو تک‌آهنگ موفق جدید به‌دست‌آورد، بازخوانی ترانه «من نمی‌خواهم مهمانی را خراب کنم» از بیتلز که در رتبه اول در جدول کانتری بیلبورد قرار گرفت و همچنین ترانه «سیاه و سفید» که پنجمین نامزدی جایزه گرمی را برای وی به ارمغان آورد.

### ۱۹۹۰–۱۹۹۵: جدایی و نقل مکان
در سال ۱۹۹۰، کش اثر تحسین‌برانگیز و عمیقاً شخصی خود را بانام Interiors  منتشر کرد. که برای اولین بار خودش تمام آهنگ‌ها را نوشت و ضبط و تولید کرد در این آلبوم به برداشت وحشیانه او در روابط صمیمانه و مشکلات زناشویی که در آلبوم‌های قبلی به آنها اشاره شده بود پرداخت. «بسیار زندگی‌نامه‌ای (اگرچه کش اغلب تأکید می‌کند که آنطور که همه تصور می‌کنند مطابق با زندگی او نیست)، «یک آلبوم درخشان و درون‌نگر»، و «شاهکار او». «مادلین» و «بدبین» از جمله نگاه‌ها و تمجیدات پیرامون این آلبوم بوده‌است. Interiors در سال ۱۹۹۰ در صدر فهرست بهترین آلبوم‌ها قرار گرفت و نامزد جایزه گرمی برای بهترین آلبوم فولک معاصر شد. آهنگ "What We Really Want"یکی از ۴۰ تک آهنگ برتر شد و آغاز کاهش شدید تجاری برای کش بود.
این آلبوم اگرچه ممکن است از شکست در زندگی زناشویی او الهام گرفته شده باشد، اما همچنین به معنای خروج او از نشویل و تأسیس موسیقی کانتری او نیز بود. در سال ۱۹۹۱ کش به شهر نیویورک نقل مکان کرد. در سال ۱۹۹۲، او و کرول از هم جدا شدند. The Wheel که در سال ۱۹۹۳ منتشر شد، «یک بررسی اعتراف آمیز سرسختانه از ازدواج ناموفق او بود که به عنوان متنوع‌ترین تلاش او از نظر موسیقی تا به امروز شناخته شد». این آلبوم آخرین آلبوم کش برای کمپانی کلمبیا بود. تحسین قابل توجهی از سوی منتقدان دریافت کرد، اگرچه هیچ‌یک از دو تک آهنگ آن، "The Wheel" یا "You Won't Let Me In In" وارد جداول نشدند.

### ۱۹۹۵–اکنون: نیویورک، آلبوم‌ها و کتاب‌های جدید
کش در منهتن ساکن شد و در سال ۱۹۹۵ با جان لونثال تهیه‌کننده/ترانه‌سرا/گیتاریست ازدواج کرد که همچنین تهیه‌کننده آلبوم The Wheel بود. او با کپیتال قرارداد بست و در سال ۱۹۹۶ ۱۰ آهنگ دمو را منتشر کرد که مجموعه‌ای از ضبط‌های خانگی بود. همچنین به‌طور جدی وارد حرفه نویسندگی شد و در سال ۱۹۹۶ هایپریون مجموعه داستان‌های کوتاه Bodies of Water را منتشر کرد که نقدهای مثبتی دریافت کرد. در سال ۱۹۹۷، کش دکترای افتخاری از کالج هنر ممفیس دریافت کرد. او در همان سال سخنرانی آغاز کرد و همچنان به‌طور عمومی در مورد نویسندگی و موسیقی صحبت می‌کند.
در سال ۱۹۹۸، او و لونتال شروع به کار بر روی آلبومی کردند که بعداً به قوانین سفر تبدیل شد. جلسات ضبط زمانی که او باردار شد و به مدت دو سال و نیم نتوانست آواز بخواند به دلیل پولیپ روی تارهای صوتی او، کوتاه شد.
کش که قادر به ضبط نبود، روی نویسندگی خود تمرکز کرد. کتاب کودکان او پنه لوپه جین: افسانه پریان، که شامل یک سی دی اختصاصی بود، توسط هارپر کالینز در سال ۲۰۰۰ منتشر شد، و در سال ۲۰۰۱ او مجموعه ای از داستان‌های کوتاه را با عنوان Songs Without Rhyme: Prose by Celebrated Songwriters ویرایش کرد. با احیای صدای خود، ضبط را از سر گرفت و در سال 2003 Rules of Travel، اولین آلبوم استودیویی تمام عیار خود را برای کپیتال منتشر کرد. این آلبوم همکاری با هنرمندانی نظیر شریل کرو و استیو ارل در ترانه ای که توسط جو هنری و جیکوب دیلن نوشته شده بود، و ترانه ای دلخراش «سپتامبر وقتی می‌آید»، یک دوئت با پدرش بود، داشت قوانین سفر در سال ۲۰۰۳ نامزد جایزه گرمی برای بهترین آلبوم فولک معاصر شد.
کش همچنین یکی از اعضای هیئت داوری Independent Music Awards برای حمایت از هنرمندان مستقل بود.

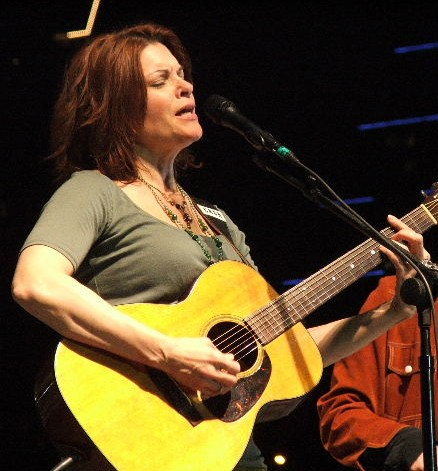
کش در جشنواره South by Southwest در ۲۰۰۶

در سال ۲۰۰۶، کش، بلک کادیلاک را منتشر کرد، آلبومی که با از دست دادن نامادریش جون، و پدرش جانی، که هر دو در سال ۲۰۰۳ درگذشتند، و همچنین مادرش ویویان، همسر اول جانی که در سال ۲۰۰۵ درگذشت. این آلبوم مورد ستایش منتقدان قرار گرفت و به تاپ ۱۰ لیست برتر نیویورک تایمز، بیلبورد، PopMatters , NPR رسید. این آلبوم در سال ۲۰۰۶ نامزد جایزه گرمی برای بهترین آلبوم فولک/آمریکایی معاصر شد.
کش تورهای گسترده‌ای را برای حمایت از آلبوم برگزار کرد و اجرای چند رسانه ای با ویدئو، تصاویر و روایت برگرفته از آهنگ‌ها و تاریخچه خانوادگی کش ایجاد کرد. در سال ۲۰۰۶، مستند کوتاهی از فیلمساز استیو لیپمن، «دریانوردان و موسیقیدانان» بر اساس آلبوم و مصاحبه با کش، در جشنواره فیلم ترایبکا به نمایش درآمد و در جشنواره‌های سراسر جهان به نمایش درآمد. موسیقی کش همچنین در بیوگرافی استاد آمریکایی عکاس آنی لیبوویتز که بارها از کش و خانواده اش عکاسی کرده‌است، به‌طور برجسته به نمایش درآمد.
در اواخر سال ۲۰۰۷، کش به دلیل یک بیماری نادر (ناهنجاری چیاری) تحت عمل جراحی مغز قرار گرفت و مجبور شد تاریخ‌های باقی مانده کنسرت خود را لغو کند. پس از بهبودی موفق، او نویسندگی و اجرای زنده را از سر گرفت. در سال ۲۰۰۸ او برای Measure for Measure نوشت، ستون ترانه سرایان در نیویورک تایمز، با کریس کریستوفرسون و الویس کاستلو ضبط شد، و در سریال تلویزیونی کاستلو Spectacle ظاهر شد.
کش آلبوم استودیویی بعدی خود را با نام The List در ۶ اکتبر ۲۰۰۹ منتشر کرد. این آلبوم بر اساس فهرستی از ۱۰۰ آهنگ برتر کانتری و آمریکایی است که جانی کش در ۱۸ سالگی به او داد. کش ۱۲ آهنگ از ۱۰۰ آهنگ را برای آلبوم انتخاب کرد. این آلبوم دارای دوئت‌های آوازی با بروس اسپرینگستین، الویس کاستلو، جف تویدی و روفوس وین رایت است. در ۹ سپتامبر ۲۰۱۰، انجمن موسیقی آمریکاییانا The List را به عنوان آلبوم سال انتخاب کرد.
کش علاوه بر ضبط‌های خود، در آلبوم‌هایی از جف بریجز، رادنی کرول، گای کلارک، وینس گیل، لایل لاوت، مری چاپین کارپنتر، مارک کوهن، The Chieftains، جان استوارت، ویلی میسون، مایک داوتی و. دیگران، و همچنین آلبوم‌های کودکان لری کیروان، تام چاپین، و دن زنز و دوستان. او همچنین در آلبوم‌های ادای احترام به د بند، جانی کش، باب دیلن، وودی گاتری، جیمی هندریکس، جان هیئت، کریس کریستوفرسون، لورا نایرو، یوکو اونو، داک پوموس، و تامی وینت حضور داشته‌است.
کش در سال ۲۰۱۰ کتاب پرفروش نیویورک تایمز را به نام : «خاطراتی پوینتیلیستی دربارهٔ بزرگ شدن با و بدون پدرش، و در مورد اینکه چگونه از زیر سایه پدرش بیرون رفت و به یک هنرمند با استعداد تبدیل شد» نوشت.
در نوامبر ۲۰۱۱، کش با ارکستر مینه سوتا اجرا کرد. در آماده‌سازی برای این رویداد، او با آهنگساز استفان باربر برای ارکستراسیون ۹ آهنگ او کار کرد.
سازمان گردشگری Brand USA از کش برای توسعه آهنگی برای ترویج گردشگری خارجی به ایالات متحده دعوت کرد. در آوریل ۲۰۱۲، او آهنگ «سرزمین رؤیاها» را منتشر کرد که توسط برند USA در تبلیغات ویدئویی و آنلاین به عنوان بخشی از یک کمپین جهانی گردشگری مورد استفاده قرار گرفت.
در ۶ فوریه ۲۰۱۲، کش جایزه عالی رسانه و سرگرمی AFTRA را در بخش ضبط صدا دریافت کرد.
کش بخشی از Monique را در آلبوم Ghost Brothers of Darkland County در سال ۲۰۱۳ خواند که با همکاری جان ملینکمپ خواننده راک و استیون کینگ رمان‌نویس بود.
کش سخنرانی پایانی را در کنفرانس انجمن ارائه دهندگان هنرهای نمایشی، APAP|NYC، در ژانویه ۲۰۱۳ ایراد کرد.
کش در سال ۲۰۱۳ با Blue Note Records قرارداد امضا کرد تا یک آلبوم اصلی جدید منتشر کند. The River &amp; the Thread در ۱۴ ژانویه ۲۰۱۴ منتشر شد. این اولین آلبوم کش پس از چهار سال بود.
The River & the Thread مجموعه‌ای از آهنگ‌هایی است که با جان لونثال، همسر و همکارش، الهام گرفته از سفرهای آمریکای جنوبی تولید کرده‌است. کش The River & The Thread را به عنوان «یک سفرنامه کوچک از جنوب و روح» توصیف می‌کند. این سفر شامل بازدید از خانه دوران کودکی پدر جانی کش در دایس، آرکانزاس، خانه دوران کودکی خود در ممفیس، خانه ویلیام فاکنر؛ Dockery Plantation در کلیولند، ام اس، مزرعه ای که هاولین ولف و چارلی پاتون در آن کار می‌کردند و می‌خواندند، پل تالاهاچی و همچنین دیدار با ناتالی چانین، یک خیاط چیره‌دست در فلورانس، آلاباما است.
در طول سال ۲۰۱۴، کش با شریک زندگی خود، جان لونثال، تورهای گسترده‌ای را برگزار کرد و The River & The Thread را به ترتیب با داستان‌های اول شخص که در طول زمان بافته شده بود اجرا کرد و مورد تحسین منتقدان قرار گرفت. The River & The Thread آلبوم شماره یک سال ۲۰۱۴ در رادیو Americana بود و توسط مجله‌های یواس‌ای تودی، نیویورک تایمز، ویلج ویس، رولینگ استون، هافپستNPR Fresh Air, Uncut, No Depression، The Sun (بریتانیا) و American Songwriter به عنوان یکی از برترین آلبوم‌های سال ۲۰۱۴مورد تقدیر قرار گرفت.
در ۸ فوریه ۲۰۱۵، کش برنده سه جایزه گرمی برای بهترین آلبوم آمریکانا برای The River & The Thread و بهترین آهنگ American Roots با جان لونثال و بهترین اجرای American Roots برای "A Feather's Not A Bird" شد.
در سال ۲۰۱۵، کش به تالار مشاهیر ترانه سرایان نشویل راه یافت، از او به عنوان هنرمند در محل اقامت در تالار مشاهیر و موزه کانتری موسیقی تجلیل شد، و به عنوان هنرمند مجموعه پرسپکتیو ۲۰۱۵–۲۰۱۶ کارنگی هال انتخاب شد.
در سال ۲۰۱۸، کش با ICM Partners قرارداد امضا کرد و آلبوم جدیدی با عنوان «او همه چیز را به خاطر می‌آورد» منتشر کرد.
در ۲۹ فوریه ۲۰۲۰، کش به همراه گروهش در سالن تاریخی یونیورسال یونیورسال در ساراتوگا اسپرینگز، نیویورک اجرا کردند تا بازگشایی خود را به عنوان یک مکان هنرهای نمایشی پیشرفته افتتاح کنند.

## زندگی شخصی

### خانواده

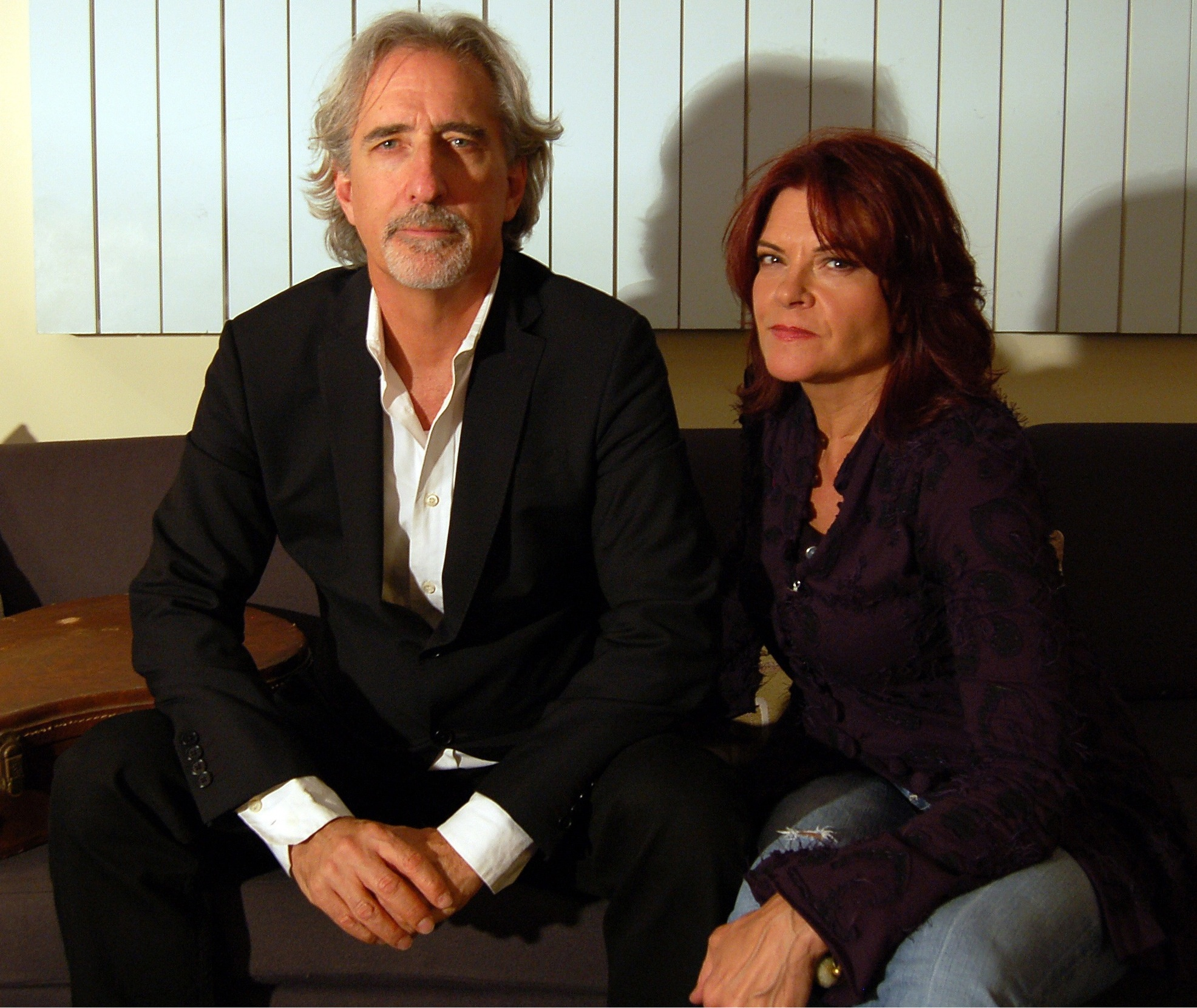
کش در کنار همسر دومش جان لونثال در سال ۲۰۱۳

کش سه خواهر کوچکتر دارد: کتی، سیندی و تارا. والدین او در سال ۱۹۶۶ طلاق گرفتند. پدرش در سال ۱۹۶۸ با جون کارتر ازدواج کرد. خواهران ناتنی کش خوانندگان کانتری کارلین کارتر (از ازدواج جون با خواننده کارل اسمیت) و رزی نیکس آدامز فقید، همچنین به نام رزی کارتر (از ازدواج جون با ادوین «ریپ» نیکس) هستند. جانی و پسر جون، جان کارتر کش، برادر ناتنی رزان است. نامادری و پدر کش در سال ۲۰۰۳ و مادرش در سال ۲۰۰۵ درگذشتند.
کش در سال ۱۹۷۹ با رادنی کرول خواننده و ترانه‌سرای موسیقی کانتری ازدواج کرد. آنها سه دختر دارند: کیتلین، چلسی و کری. کش همچنین دختر کرول، هانا، را از ازدواج قبلی اش را بزرگ کرد. کش و کرول در سال ۱۹۹۲ از هم جدا شدند. او در سال ۱۹۹۵ با همسر دومش، جان لونثال، ازدواج کرد و صاحب یک پسر به نام جیکوب شد. کش با شوهر و پسرش در چلسی، منهتن زندگی می‌کند.

### سلامتی
در ۲۷ نوامبر ۲۰۰۷، کش به دلیل جراحی مغز در بیمارستان پرسبیتریان نیویورک بستری شد. او در یک بیانیه مطبوعاتی اعلام کرد که از ناهنجاری چیاری نوع I رنج می‌برد و انتظار دارد «به‌طور کامل بهبود یابد». عمل جراحی موفقیت‌آمیز بود، اگرچه بهبودی کند بود و در مارس ۲۰۰۸ او مجبور شد تاریخ‌های تور بهاری خود را برای بهبودی بیشتر لغو کند. او در مورد این تجربه در مقاله خود در نیویورک تایمز نوشت: «خب، در واقع، این جراحی مغز است». او نوشتن، ضبط و اجرا را در اواخر تابستان ۲۰۰۸ از سر گرفت.

## پروژه‌های دیگر
کش از چندین مؤسسه خیریه حمایت می‌کند. او یکی از اعضای هیئت مدیره قدیمی مرکز پیشگیری از خشونت جوانان (CPYV) است که به‌طور رسمی با نام PAX شناخته می‌شود، سازمانی که به پیشگیری از خشونت با اسلحه در میان کودکان اختصاص دارد. او توسط PAX در پنجمین جشن سالانه مزایای سالانه آنها در سال ۲۰۰۵ مورد تقدیر قرار گرفت.
کش یک استاد مهمان مکرر در برنامه‌های انگلیسی و ترانه‌سرایی کالج‌ها و دانشگاه‌های مختلف از جمله LeMoyne, فرلی دیکینسون و NYU است.
بیش از ۲۵ سال است که کش با سازمان Children, Incorporated در حال همکاری بوده و از طریق این سازمان که برای حمایت و آموزش کودکان و جوانان نیازمند در سراسر جهان تلاش می‌کند، حمایت مالی بسیاری برای کودکان انجام داده‌است.
کش در سال ۲۰۰۹ به عضویت انجمن قرن انتخاب شد.
او همچنین با دانشگاه ایالتی آرکانزاس در پروژه Johnny Cash Boyhood Home کار می‌کند که خانه دوران کودکی پدرش را در Dyess، آرکانزاس بازسازی کرده‌است. خانواده کش با جمع‌آوری پول از طریق جشنواره‌های موسیقی سالانه از بازسازی حمایت کردند. رزان میزبان اولین و دومین جشنواره موسیقی سالانه جانی کش در سال‌های ۲۰۱۱ و ۲۰۱۲ بوده‌است.
کش حامی اختصاصی حقوق هنرمندان در عصر دیجیتال است و در هیئت مدیره ائتلاف سازندگان محتوا حضور دارد. در ۲۵ ژوئن ۲۰۱۴، کش در مقابل مجلس نمایندگان، کمیته قضایی حقوق مالکیت معنوی و صدور مجوز موسیقی اینترنتی شهادت داد.
در سال ۲۰۱۸، کش دریافت کننده مدرک دکترای افتخاری از کالج موسیقی برکلی بود.

## ترانه‌شناسی

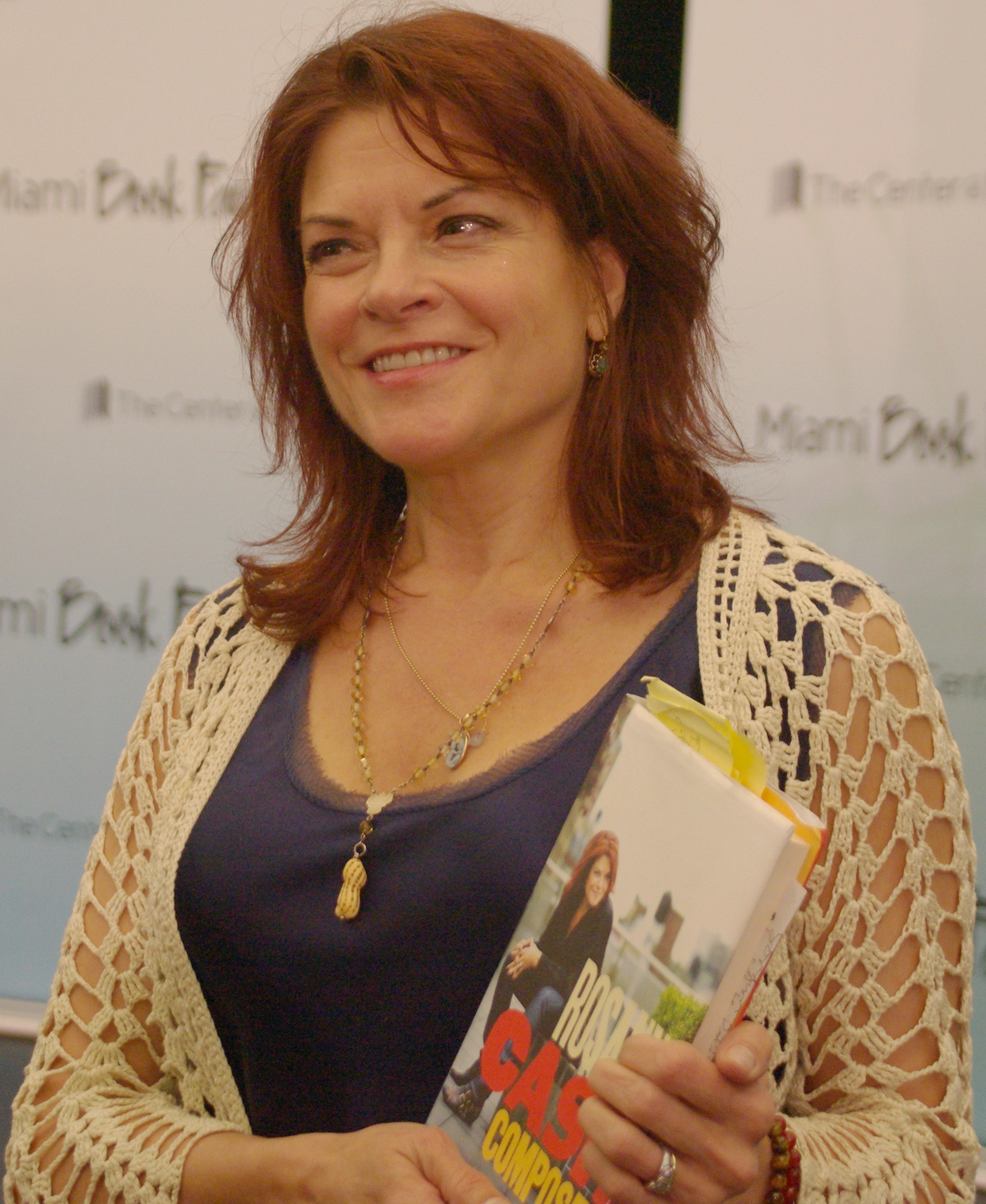
کش هنگام ارائه کتابش در نمایشگاه بین‌المللی کتاب میامی ۲۰۱۱

آلبوم‌های استودیویی
- ۱۹۷۸: Rosanne Cash
- ۱۹۸۰: Right or Wrong
- ۱۹۸۱: Seven Year Ache
- ۱۹۸۲: Somewhere in the Stars
- ۱۹۸۵: Rhythm & Romance
- ۱۹۸۷: King's Record Shop
- ۱۹۹۰: Interiors
- ۱۹۹۳: The Wheel
- ۱۹۹۶:  10 Song Demo
- ۲۰۰۳: Rules of Travel
- ۲۰۰۶: Black Cadillac
- ۲۰۰۹: The List
- ۲۰۱۴: The River & the Thread
- ۲۰۱۸: She Remembers Everything

## کتب و مقالات
- Cash, Rosanne (2006). Penelope Jane: A Fairy's Tale. هارپر کالینز. ISBN 978-0-06-084230-7.
- Cash, Rosanne (2001). Songs Without Rhyme: Prose By Celebrated Songwriters. Hyperion. ISBN 978-0-7868-6277-1.
- Cash, Rosanne (2010). Composed: A Memoir. Viking Press/گروه پنگوئن. ISBN 978-1-101-45769-6.

Cash's work has also appeared in نیویورک تایمز، The Oxford American، نیویورک، نیوزویک، رولینگ استون و Martha Stewart Living.

## جوایز و افتخارات
جوایز آکادمی موسیقی کانتری
| سال  | بخش               | نامزد                | نتیجه    |
| ---- | ----------------- | -------------------- | -------- |
| ۱۹۸۱ | تک آهنگ سال       | "Seven Year Ache"    | نامزدشده |
| ۱۹۸۱ | آلبوم سال         | Seven Year Ache      | نامزدشده |
| ۱۹۸۲ | بهترین خواننده زن | خودش                 | نامزدشده |
| ۱۹۸۵ | بهترین خواننده زن | خودش                 | نامزدشده |
| ۱۹۸۷ | بهترین خواننده زن | خودش                 | نامزدشده |
| ۱۹۸۸ | بهترین خواننده زن | خودش                 | نامزدشده |
| ۱۹۸۸ | بهترین همنوازی    | رزان کش و رادنی کرول | نامزدشده |

جوایز و افتخارات موسیقی آمریکانا
| سال  | بخش                | نامزد                    | نتیجه    |
| ---- | ------------------ | ------------------------ | -------- |
| ۲۰۰۶ | هنرمند سال         | خودش                     | نامزدشده |
| ۲۰۰۶ | آهنگ سال           | "Black Cadillac"         | نامزدشده |
| ۲۰۱۰ | آلبوم سال          | The List                 | برنده    |
| ۲۰۱۴ | آلبوم سال          | The River and the Thread | نامزدشده |
| ۲۰۱۴ | هنرمند سال         | خودش                     | نامزدشده |
| ۲۰۱۴ | آهنگ سال           | "A Feather's Not A Bird" | نامزدشده |
| ۲۰۱۸ | جایزه روح آمریکانا | خودش                     | برنده    |
| ۲۰۱۹ | آهنگ سال           | "By Degrees"             | نامزدشده |

جوایز انجمن موسیقی کانتری
| سال  | بخش            | نامزد                       | نتیجه    |
| ---- | -------------- | --------------------------- | -------- |
| ۱۹۸۱ | هرایزن اوارد   | خودش                        | نامزدشده |
| ۱۹۸۲ | هرایزن اوارد   | خودش                        | نامزدشده |
| ۱۹۸۲ | خواننده زن سال | خودش                        | نامزدشده |
| ۱۹۸۵ | خواننده زن سال | خودش                        | نامزدشده |
| ۱۹۸۶ | خواننده زن سال | خودش                        | نامزدشده |
| ۱۹۸۷ | خواننده زن سال | خودش                        | نامزدشده |
| ۱۹۸۸ | خواننده زن سال | خودش                        | نامزدشده |
| ۱۹۸۸ | آواز سال       | "It's Such a Small World"   | نامزدشده |
| ۱۹۸۸ | تک آهنگ سال    | "Tennessee Flat Top Box"    | نامزدشده |
| ۱۹۸۹ | خواننده زن سال | خودش                        | نامزدشده |
| ۱۹۸۹ | آواز سال       | "Ballad of a Teenage Queen" | نامزدشده |

جوایز گرمی
تا به امروز، کش برای ۱۵ جایزه گرمی در چهار ژانر کانتری، فولک، پاپ و ریشه آمریکایی نامزد شده‌است.
| سال  | رده                                 | نامزد                                            | نتیجه    |
| ---- | ----------------------------------- | ------------------------------------------------ | -------- |
| ۱۹۸۱ | بهترین اجرای کانتری توسط خواننده زن | "Seven Year Ache"                                | نامزدشده |
| ۱۹۸۲ | بهترین اجرای کانتری توسط خواننده زن | "Ain't No Money"                                 | نامزدشده |
| ۱۸۹۵ | بهترین اجرای کانتری توسط خواننده زن | "I Don't Know Why You Don't Want Me"             | برنده    |
| ۱۸۹۵ | بهترین آهنگ کانتری                  | "I Don't Know Why You Don't Want Me"             | نامزدشده |
| ۱۹۸۷ | بهترین اجرای کانتری توسط خواننده زن | "King's Record Shop"                             | نامزدشده |
| ۱۹۸۸ | بهترین همکاری کانتری                | "It's Such a Small World" (با همکاری رادنی کرول) | نامزدشده |
| ۱۹۸۹ | بهترین اجرای کانتری توسط خواننده زن | "I Don't Want to Spoil the Party"                | نامزدشده |
| ۱۹۹۱ | بهترین آلبوم فولک معاصر             | Interiors                                        | نامزدشده |
| ۲۰۰۳ | بهترین آلبوم فولک معاصر             | Rules of Travel                                  | نامزدشده |
| ۲۰۰۶ | بهترین آلبوم فولک معاصر             | Black Cadillac                                   | نامزدشده |
| ۲۰۰۹ | بهترین همکاری پاپ                   | "Sea of Heartbreak" (باهمکاری بروس اسپرینگستین)  | نامزدشده |
| ۲۰۱۰ | بهترین آلبوم آمریکانا               | The List                                         | نامزدشده |
| ۲۰۱۴ | بهترین آلبوم آمریکانا               | The River and the Thread                         | برنده    |
| ۲۰۱۴ | بهترین اجرای آمریکایی اصیل          | "A Feather's Not A Bird"                         | برنده    |
| ۲۰۱۴ | بهترین آهنگ آمریکایی اصیل           | "A Feather's Not A Bird"                         | برنده    |
| ۲۰۲۰ | بهترین آهنگ آمریکایی اصیل           | "Crossing to Jerusalem"                          | نامزدشده |

افتخارات دیگر
در ۷ مه ۲۰۲۲، مدرک دکترای افتخاری از دانشگاه ایالتی آرکانزاس به کش اعطا شد. او سخنران اصلی در طول شروع کار بود.